# 毒入りオレンジ事件
毒入りオレンジ事件（どくいりオレンジじけん）は、週刊文春がスクープしたプロボクシングの試合に関する謀略事件。協栄ボクシングジム会長の金平正紀が、同ジム所属の具志堅用高と渡嘉敷勝男の対戦相手に薬物入りの食品を与えようとしたことが発覚、さらに協栄ジムの裏金や脱税、恐喝、審判買収、報酬搾取など様々な疑惑が持ち上がり、政界や各メディアを巻き込む一大スキャンダルとなった。

## 概要
金平正紀協栄ボクシングジム会長の具志堅用高に対する酷使・搾取及び裏金取引の告発記事が石山伊佐夫記者により週刊文春1981年8月6日号に掲載される。
追加取材の段階で防衛戦の対戦相手に薬物入りの食品を与えていた情報を得た週刊文春は、特別取材班による国内・国外潜行6ヶ月の取材の成果として、1982年3月11日号から「金平が、具志堅や渡嘉敷勝男の防衛戦の相手に薬物を混入したオレンジジュースを飲ませた」とする記事を5週にわたって掲載。「サンデー毎日」が金平の反論記事を載せるなど、他誌やスポーツ紙、NHKもトップニュースで取り上げ、テレビのワイドショーも後追い報道を繰り広げ、国会でも取り上げられるなどボクシング界の醜聞にしては異例の大騒動になった。
週刊文春には、買収されて「毒入りオレンジジュース」を出したホテルの料理長の証言と、薬の成分が筋弛緩剤であること、その他の搾取と恐喝などについての内容が書かれていた。金平は一貫して否認し、関係者の証言も一部食い違うため真相は藪の中である。
この事件が原因で、金平は1982年にボクシング界からライセンスを無期限剥奪された（7年後に処分が解除、プロボクシング界に復帰）。また、具志堅の引退セレモニーも中止になった。

## 渡嘉敷勝男の世界前哨戦での工作
1981年3月8日、具志堅用高がWBA世界ライトフライ級タイトルを失った後、金平は、オプションのある内に、タイトルを取り戻すために具志堅に再挑戦を促すが、首を縦に振らない。系列協栄河合ジムの当時同級日本チャンピオンであった伊波政春を挑戦者に1度は決めたが、交渉にあせり、マッチメイクは失敗する。
そこで、デビュー以来9連勝で「具志堅二世」の呼び声も高い協栄ジムの多田浩幸に出番は回ってきたが、同年3月11日、具志堅敗戦直後に日本同級タイトル戦を伊波に挑戦して敗れ、さらに同年4月当時OPBF東洋太平洋ジュニアフライ級チャンピオン＆WBA同級世界3位の金龍鉉と韓国で遠征試合をして敗れてしまった。
同ジムにもう一人、具志堅の「スパーリング･パートナー」として残っていたのが、渡嘉敷勝男だった。渡嘉敷は、当時日本ランキング同級1位ではあったが、世界ランキングでは無名のボクサーであった。金平は、渡嘉敷を世界タイトルにふさわしい挑戦者とするために、1981年6月2日後楽園ホールにて「世界タイトル挑戦者決定戦」と銘打ち、多田を破った金龍鉉と10回戦を行うこととなった。
金は、崔承哲マネージャーと鄭英華トレーナーの3人で5月30日に来日し、協栄側の用意した後楽園近くのビジネスホテルSに宿泊する。協栄ジムの関係者によれば、「5月31日、試合前の減量で金はあまり食べない。その代わりレモンを注文して絞って飲んでいた。」のを知ると、本郷のスーパーマーケットでレモンを購入し、それに小型の注射器で薬液を注入し、食堂ウェイターに金選手へ手渡すように託した。しかし、金平がホテルSから帰宅した後、協栄スタッフの一人がそのレモンをウェイターから回収したため金選手側には渡らなかった。
試合前日の6月1日は、「毎回同じ果物だと不自然」「レモンだと、一旦ウェイターに手渡さなければいけないから」と十数個のオレンジを新宿のフルーツパーラーと中野駅前のスーパーで買い、その内、薬物を仕込ませた6個を茶色の紙袋に入れ、「崔マネージャーに渡すように」とホテルのフロントに預けた。このオレンジを巡って、翌2日の試合直後の後楽園ホール控え室で崔マネージャーが激高しており、「この試合はおかしい。問題にする！記者団に公表する！」と気が狂ったような大声で、息巻き続けたのが不正疑惑発覚の発端となった。この他、チューインガムに薬物を仕込んだことも発覚している。
それまでの金は、1980年1月27日大阪にて具志堅用高(V11)に挑戦しており、この試合では15回判定負けだったものの、OPBF東洋太平洋同級チャンピオンを3度防衛の実績をもっていた。しかし、6月2日の試合結果は渡嘉敷の10R判定勝ちとなった。ボクシング専門誌は、「渡嘉敷、世界3位･金から大金星」と報じた。

## その他の疑惑

### 酷使
具志堅が引退を申し出たが許さず防衛戦を強行、さらに20度までの防衛を強要した。
嫌がる具志堅を選挙応援に無理やり駆り出した。

### 搾取
搾取についての一例としてあげられるのは、具志堅がタイトルをペドロ・フローレス（メキシコ）に明け渡した1981年3月8日の沖縄戦。収入は、テレビの放送権料が9千万円、CM料が肖像権料等を含めて1億5千万円、地元に売る興行権料が5千万円。支出は具志堅に7千万円（マネジメント料、税込み）の他、前座試合にかかる諸経費。すると協栄ジムには、1億円前後が転がってくる。
その他、具志堅の選挙応援報酬、広告出演料、祝儀金、サイン会謝礼などから大幅なピンハネ・抜き取りをした。

### 恐喝
1979年秋、「鳩の森保育園」がジムに隣接する土地に施設を建設しようした際に、金平は「せっかく作ったジム屋上のネオン看板が山手線から見えなくなる」と主張し、知人であった日本青年社の社員三人をジム階上のアパートに住民登録させ、占有屋まがいの工事妨害を図った。保育園側の抗議ビラの内容によれば「園の弁護士に暴力をふるう。一方的に怒鳴り散らし、物を投げ、閉め出す」というスポーツ団体にあるまじき態度であったという。しかし、この件は1981年11月28日「看板料」（決算委員会での楢崎弥之助委員によれば、看板料300万円・引っ越し料300万円）として保育園側が金平に600万円を直接支払い、和解した。
町田スイミングクラブ設立に参加した際に、因縁をつけて「総会屋を連れて来るぞ」と脅し1500万円を喝取した。

## 名誉毀損裁判
1982年5月、金平が文藝春秋を相手取り慰謝料3000万円と謝罪広告掲載を求めた名誉毀損裁判を起こした。東京地裁は記事内容を概ね事実と認めつつ、金平の顔を侮辱した表現が名誉毀損に該当するとして被告側に慰謝料100万円の支払いを命じた。のちに和解。

## 後日談
金平正紀の長男で当時16歳だった金平桂一郎は、父と事件について語り合ったことはないとしながらも「大仰な中吊り広告や電車内で文春を読む人の多さに驚いた」「報道後の父は居直り、田中角栄にあやかって、『俺はボクシング界の闇将軍になる』と豪語していた」「父はライセンス剥奪後も支援者の存在が支えになっていたようだ」「父は関連記事を全部保存していた」「あの時代は日本選手が海外の試合で妨害工作を受けることが珍しくなかった」「この騒動によりボクシング界は良い方向に変わっていった」と振り返った。